# ASM International
 (juin 2016).
Si vous disposez d'ouvrages ou d'articles de référence ou si vous connaissez des sites web de qualité traitant du thème abordé ici, merci de compléter l'article en donnant les références utiles à sa vérifiabilité et en les liant à la section « Notes et références ».
ASM est une entreprise néerlandaise fabricant de machines de production de semi-conducteurs, qui fait partie de l'indice AMX.

## Historique
1964 : Arthur del Prado fonde ASM  ‘Advanced Semiconductor Materials’ à Bilthoven. Ce n'est alors qu'un agent de vente de silicium fabriqué aux Etats-Unis.
1968 : Fondation formelle à Almere par Arthur del Prado.
1974: acquisition de Fico Toolings.
1975: Ouverture du siège de Hong Kong, précurseur de ASM Pacific Technology.
1976: Fondation de ASM America à Phoenix, Arizona.
2004 : ASM rachète le fabricant de semi-conducteurs Genitech.
2008 : Arthur del Prado est remplacé par son fils, Chuck del Prado. 
2020 : Inclusion dans l'AEX index. 
2020 : Chuck del Prado est remplacé par Benjamin Loh.